# Draconyx
Draconyx („dračí dráp“) byl rod menšího ornitopodního býložravého dinosaura z čeledi Camptosauridae. Žil v období svrchní jury (asi před 150 miliony let) na území dnešního Portugalska (Lourinhã).

## Popis
Zkameněliny tohoto dinosaura objevili paleontologové v roce 1991 a o deset let později je také popsali. Holotyp nese označení ML 357 a jedná se o neúplnou postkraniální kostru. Draconyx byl dlouhý asi 3,5 metru a zaživa mohl vážit kolem 150 kilogramů. Podle paleontologa Thomase R. Holtze, Jr. dosahoval tento dinosaurus délky až kolem 6 metrů.
Sesterským taxonem (a tedy nejblíže příbuzným druhem) drakonyxe je španělský pozdně jurský ornitopod Oblitosaurus bunnueli.

## V populární kultuře
Tento rod se objevuje například v americkém trikovém dokumentu Dinosaur Revolution z roku 2011.